# Стела «Город воинской славы» (Вязьма)
Па́мятник-сте́ла «Го́род во́инской сла́вы» был открыт 12 июня 2011 года на Советской площади Вязьмы. Стела установлена в память о присвоении Вязьме почётного звания «Город воинской славы».

## История
Древняя Вяземская крепость, впервые упоминаемая в летописях под 1239 годом, в силу расположения на Старой Смоленской дороге, соединившей центральные области Руси со странами Западной Европы, на протяжении веков имела важное стратегическое значение в качестве форпоста на западных границах. Она была оплотом Русского царства в русско-литовских и русско-польских войнах, местом дислокации крупного военного подразделения в ходе Северной войны, местом успешных действий партизан Отечественной войны 1812 года. Яркая страница истории Отечественной войны 1812 года — сражение под Вязьмой, кульминацией которого стал кровопролитнейший бой, разыгравшийся в городе. С Вязьмой связаны успешное партизанское движение и такие крупные операции Великой Отечественной войны, как Вяземская 1941 года, Ржевско-Вяземская 1942 года и Ржевско-Вяземская 1943 года. Около 15 тысяч уроженцев вяземской земли погибли на полях сражений Великой Отечественной войны. Девятнадцать вязьмичей удостоены звания Героя Советского Союза, один — Героя Российской Федерации, четверо стали полными кавалерами ордена Славы. 
После введения в 2006 году почётного звания «Город воинской славы» администрацией Вязьмы была в 2008 году образована рабочая группа, которая при участии депутатов и представителей общественных организаций подготовила материалы для присвоения городу этого высокого знака отличия. При поддержке областных депутатов 14 октября 2008 года губернатором Смоленской области было направлено соответствующее обращение в Администрацию президента, и Указом президента Российской Федерации от 27 апреля 2009 года № 461 почётное звание было присвоено. 8 мая 2009 года в Екатерининском зале Московского Кремля состоялась церемония вручения грамот о присвоении высокого звания городам, в числе которых была Вязьма, получившая награду в год 770-летнего юбилея. В городскую делегацию вошли представители власти и общественных организаций города, участники Великой Отечественной войны (в том числе А.И. Гарусов). 
В соответствии с Указом президента РФ от 1 декабря 2006 года № 1340, в каждом городе, удостоенном этого высокого звания, устанавливается стела, посвящённая этому событию. Архитектурно-скульптурное решение памятной стелы «Город воинской славы» утверждено Российским организационным комитетом «Победа» по результатам открытого всероссийского конкурса, в котором в 2008 году победил проект авторского коллектива в составе: заслуженный архитектор России И. Н. Воскресенский, Г. А. Ишкильдина, В. В. Перфильев, народный художник России С. А. Щербаков. После обсуждения различных вариантов размещения памятника было принято решение о сооружении мемориала на Советской площади — в центре города, на главной дорожной развязке. Именно на этой площади проходил вошедший в историю бой в ходе сражения 1812 года. Торжественное открытие памятника в присутствии ветеранов состоялось 12 июня 2011 года, когда горожане отмечали сразу три праздника: День России, День города и День Святой Троицы. На торжества прибыли губернатор С. В. Антуфьев и другие руководители, представители городов-побратимов, городов воинской славы, епископ Смоленский и Вяземский Пантелеимон, совершивший обряд освящения стелы, а также почетный гражданин Вязьмы, единственная женщина — дважды Герой Советского Союза, лётчик-космонавт СССР Светлана Савицкая.
20 апреля 2012 года Почта России выпустила почтовую марку, а 1 апреля 2013 года Центральным банком России в обращение была выпущена памятная монета «Город воинской славы Вязьма» достоинством 10 рублей. 
Символ мужества и воинской славы представляет собой полированную возведённую на насыпном холме шестиметровую колонну дорического ордера (с бронзовыми капителью и базой), выступающую в качестве композиционного центра архитектурного ансамбля Советской площади. Наверху колонны — бронзовый государственный герб России, на постаменте в бронзовом картуше располагается текст Указа Президента РФ о присвоении почётного звания, а на оборотной стороне — бронзовый герб Вязьмы. С противоположных сторон колонны находятся два гранитных пилона с бронзовыми барельефами, изображающими важные военно-исторические события, связанные с присвоением Вязьме почётного звания:
- Стрелецкое войско;
- Оборона Вязьмы от поляков;
- Отечественная война 1812 года, сражение под Вязьмой;
- Сестра милосердия царского времени;
- Оборона Вязьмы в годы Великой Отечественной войны;
- Роль тружеников тыла. Восстановление вязьмичами железнодорожного узла, разрушенного фашистами;
- Партизанское движение в годы Великой Отечественной войны, диверсионные отряды.

История памятника отражена в экспозиции расположенного поблизости от него историко-краеведческого музея, где хранится Меч Победы, вручённый Вязьме, как и другим городам воинской славы, 9 июня 2022 года в зале Славы Музея Победы в парке Победы на Поклонной горе в Москве. Изготовленный в Златоусте меч покрыт золотом высшей 999,9 пробы и инкрустирован уральскими самоцветами — гранатами, символизирующими пролитую кровь, и голубыми топазами, которые считаются символом мира. Длина мечей составляет 1,2 метра, вес — более пяти килограммов. На клинке, украшенном растительным орнаментом, высечены знаменитые слова князя Александра Невского: «Кто с мечом к нам придет, тот от меча и погибнет». Ранее, в апреле 2015 года, аналогичные Мечи Победы были переданы на вечное хранение городам-героям. Площадь со стелой стала местом проведения торжественных мероприятий, посвящённых Дню города, дням воинской славы России, Дню защитника Отечества и Дню Победы. 

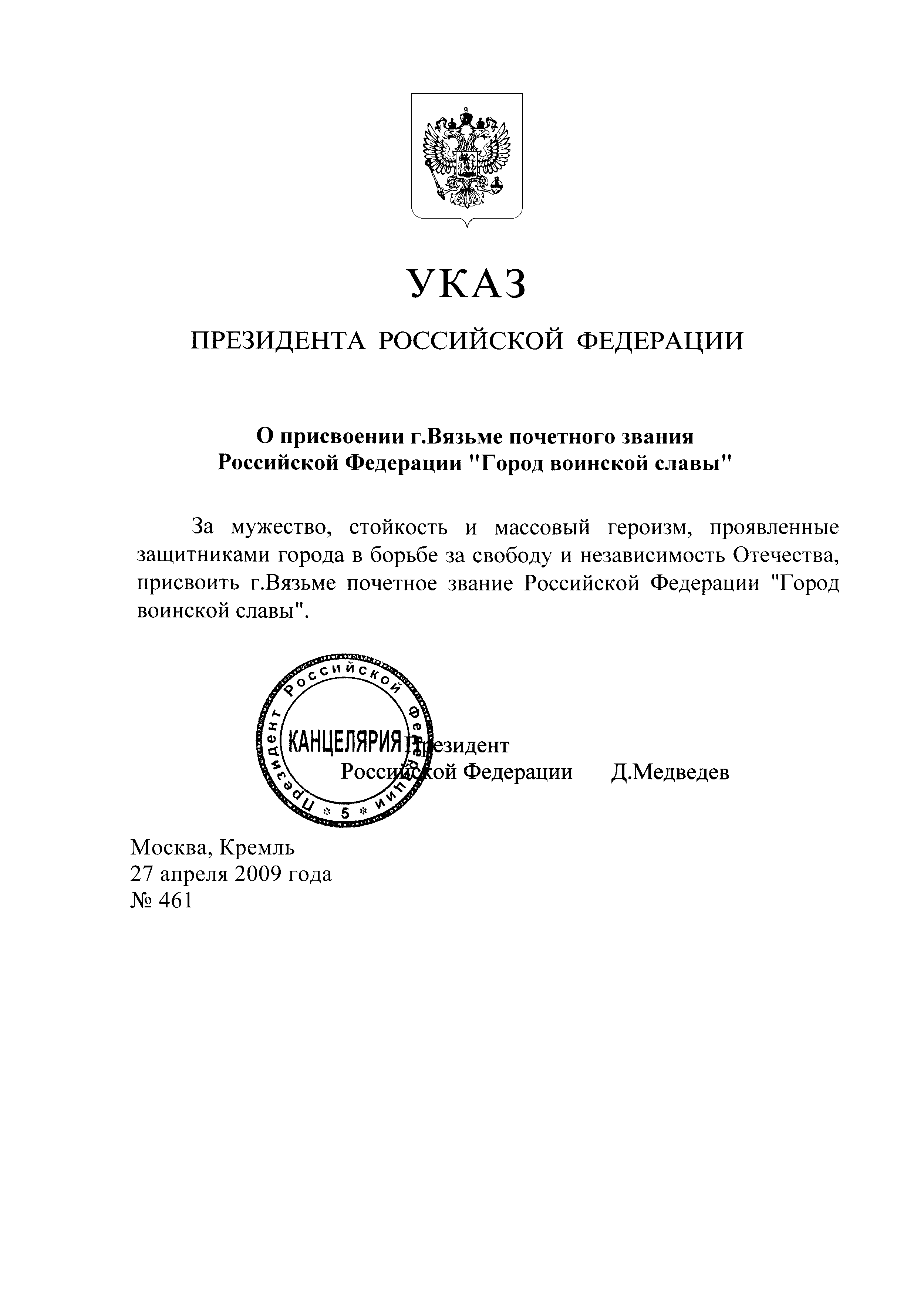
Указ о присвоении почётного звания
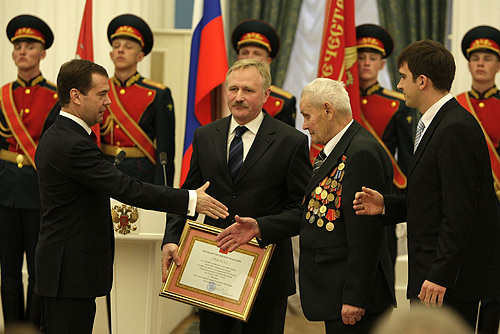
Вручение президентом представителям Вязьмы грамоты о присвоении почётного звания
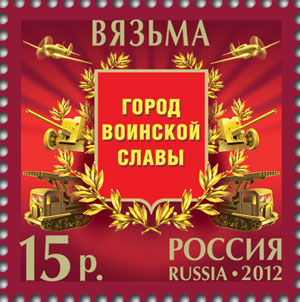
Памятная марка, посвящённая городу воинской славы
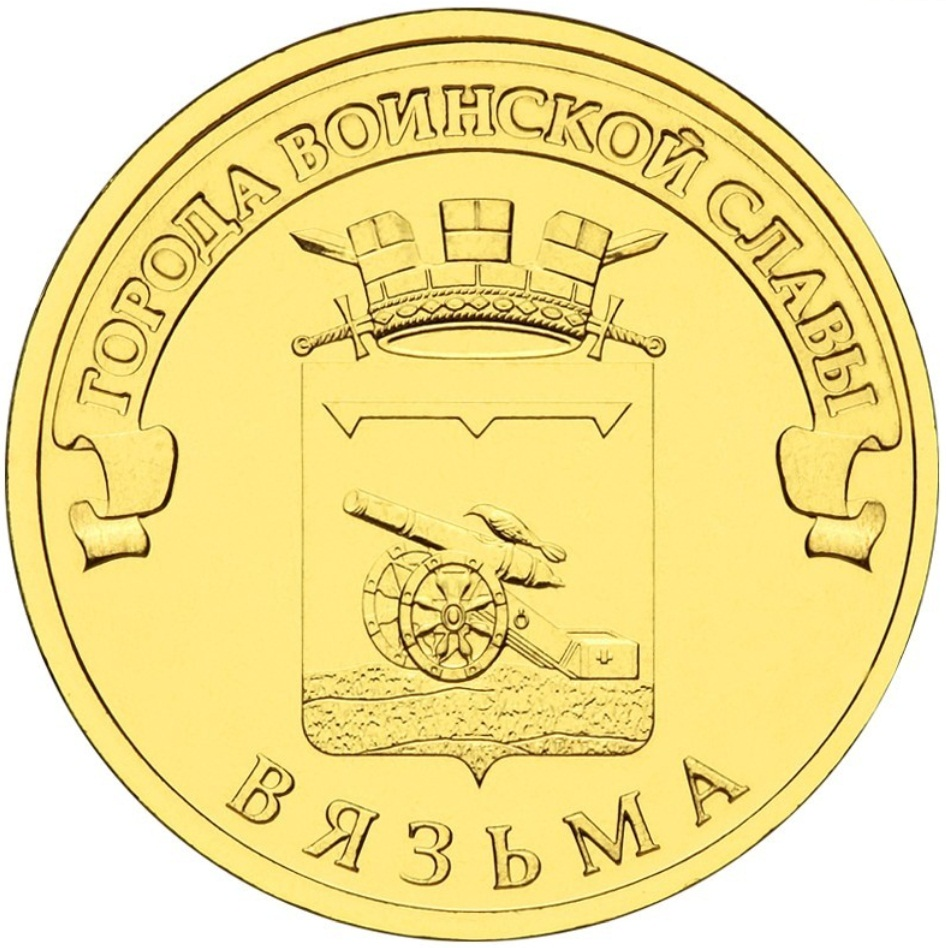
Изображение герба города воинской славы на монете
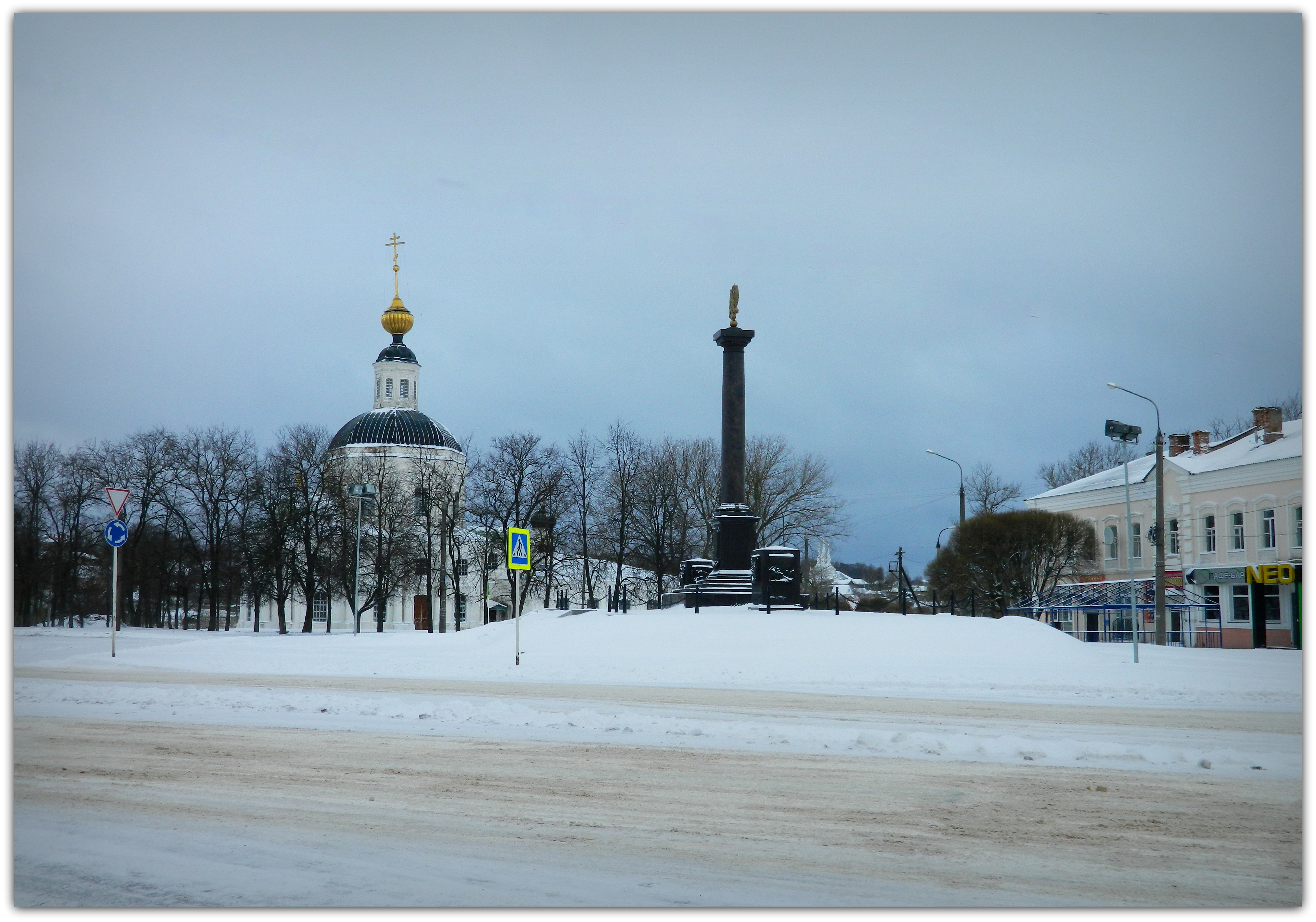
Стела на Советской площади
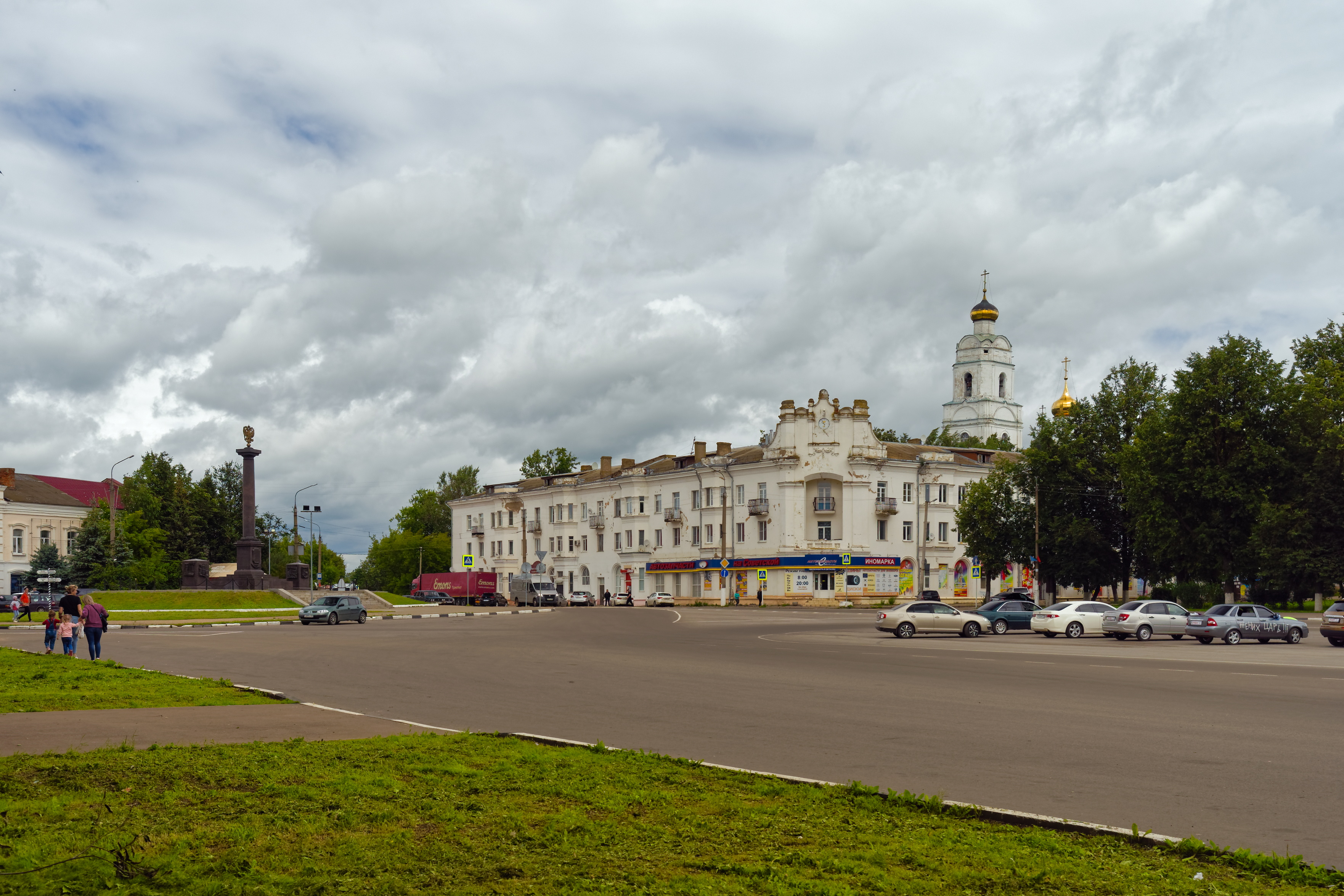
Общий вид площади со стелой